# Hofbieber
Hofbieber è un comune tedesco di 6 150 abitanti,, situato nel land dell'Assia.

## Amministrazione

### Gemellaggi
- Tredozio
- Portico e San Benedetto
- Modigliana
- Dovadola
- Rocca San Casciano